# Europamästerskapen i friidrott 1994
Europamästerskapen i friidrott 1994 var de sextonde Europamästerskapen i friidrott och genomfördes 9 augusti – 14 augusti 1994 i på Olympiastadion i Helsingfors i Finland.
I jämförelse med föregående EM deltog många nya länder, till följd av kommunismens kollaps. Sovjetunionen, som slutat på tredje plats i medaljligan 1990, hade upplösts. Ryssland, Ukraina, Vitryssland m.fl. gjorde därför sin EM-debut. Estland, Lettland och Litauen deltog åter. De tre baltstaterna hade deltagit i EM 1934 och 1938 men därefter ockuperats av Sovjetunionen.
Bosnien och Hercegovina, Kroatien och Slovenien hade lösgjort sig från Jugoslavien och deltog med egna tävlande för första gången. Även Makedonien hade lösgjort sig från Jugoslavien men deltog ej med tävlande. Tjeckoslovakien representerades numer av två stater; Slovakien och Tjeckien.
Ettan och sexan från medaljligan 1990, Östtyskland och Västtyskland, hade återförenats och representerades nu av Tyskland.

## Förkortningar
- WR = Världsrekord
- ER = Europarekord
- CR = Mästerskapsrekord

## Medaljörer, resultat

### Herrar
| Gren               | Guld                                                                       | Guld         | Silver                                                                                   | Silver   | Brons                                                                 | Brons    |
| 100 meter          | Linford Christie Storbritannien                                            | 10,14        | Geir Moen Norge                                                                          | 10,20    | Aleksandr Porchomovski Ryssland                                       | 10,31    |
| 200 meter          | Geir Moen Norge                                                            | 20,30        | Vladyslav Dolohodin Ukraina                                                              | 20,47    | Patrick Stevens Belgien                                               | 20,68    |
| 400 meter          | Du'aine Ladejo Storbritannien                                              | 45,09        | Roger Black Storbritannien                                                               | 45,20    | Matthias Rusterholz Schweiz                                           | 45,96    |
| 800 meter          | Andrea Benvenuti Italien                                                   | 1.46,12      | Vebjörn Rodal Norge                                                                      | 1.46,53  | Thomas de Teresa Spanien                                              | 1.46,57  |
| 1 500 meter        | Fermin Cacho Spanien                                                       | 3.35,27 (CR) | Isaac Viciosa Spanien                                                                    | 3.36,01  | Branko Zorko Kroatien                                                 | 3.36,88  |
| 5 000 meter        | Dieter Baumann Tyskland                                                    | 13.36,93     | Rob Denmark Storbritannien                                                               | 13.37,50 | Abel Anton Spanien                                                    | 13.38,04 |
| 10 000 meter       | Abel Anton Spanien                                                         | 28.06,03     | Vincent Rousseau Belgien                                                                 | 28.06,63 | Stephane Franke Tyskland                                              | 28.07,95 |
| Maraton            | Martin Fiz Spanien                                                         | 2:10.31 (CR) | Diego Garcia Spanien                                                                     | 2:10.46  | Alberto Juzdada Spanien                                               | 2:11.18  |
| 110 meter häck     | Colin Jackson Storbritannien                                               | 13,08 (CR)   | Florian Schwarthoff Tyskland                                                             | 13,16    | Tony Jarrett Storbritannien                                           | 13,23    |
| 400 meter häck     | Oleg Tverdochleb Ukraina                                                   | 48,06        | Sven Nylander Sverige                                                                    | 48,22    | Stéphane Diagana Frankrike                                            | 48,23    |
| 3 000 meter hinder | Alessandro Lambruschini Italien                                            | 8.22,40      | Angelo Carosi Italien                                                                    | 8.23,53  | Willem van Dijck Belgien                                              | 8.24,86  |
| 4 x 100 meter      | Frankrike: Hermann Lomba Eric Perrot Jean-Charles Trouabal Daniel Sangouma | 38,57        | Ukraina: Sergej Osovitj Oleg Kramarenko Dimitri Vanajkin Vladyslav Dolohodin             | 38,98    | Italien: Ezio Madonia Domenico Nettis Georgio Marras Sandro Floris    | 38,99    |
| 4 x 400 meter      | Storbritannien: David McKenzie Roger Black Brian Whittle Du’aine Ladejo    | 2.59,13      | Frankrike: Pierre-Marie Hilaire Jacques Farraudière Jean-Louis Rapnouli Stéphane Diagana | 3.01,11  | Ryssland: Michail Vdovin Dimitri Bej Dimitri Kosov Dimitri Golovastov | 3.03,10  |
| 20 km gång         | Michail Sjtjennikov Ryssland                                               | 1:18.45 (CR) | Jevgenij Misyula Vitryssland                                                             | 1:19.22  | Valentin Massana Spanien                                              | 1:20.33  |
| 50 km gång         | Valerij Spitsin Ryssland                                                   | 3:41.07      | Thierry Toutin Frankrike                                                                 | 3:43.52  | Giovanni Perricelli Italien                                           | 3:43.55  |
| Höjdhopp           | Steinar Hoen Norge                                                         | 2,35 (CR)    | Artur Partyka Polen och Steve Smith Storbritannien                                       | 2,33     | -                                                                     |          |
| Längdhopp          | Ivailo Mladenov Bulgarien                                                  | 8,09         | Milan Gombala Tjeckien                                                                   | 8,04     | Kostas Koukodimos Grekland                                            | 8,01     |
| Stavhopp           | Rodion Gataulin Ryssland                                                   | 6,00 (CR)    | Igor Trandenkov Ryssland                                                                 | 5,90     | Jean Galfione Frankrike                                               | 5,85     |
| Trestegshopp       | Denis Kapustin Ryssland                                                    | 17,62        | Serge Hélan Frankrike                                                                    | 17,55    | Maris Bryziks Lettland                                                | 17,20    |
| Kulstötning        | Aleksandr Klimenko Ukraina                                                 | 20,78        | Aleksandr Bagatj Ukraina                                                                 | 20,34    | Roman Virastyuk Ukraina                                               | 19,59    |
| Diskuskastning     | Vladimir Dubrovsjtjik Vitryssland                                          | 64,58        | Dimitrij Sjivtjenko Ryssland                                                             | 64,46    | Jürgen Schult Tyskland                                                | 64,10    |
| Släggkastning      | Vasilij Sidorenko Ryssland                                                 | 81,10        | Igor Astapkovitj Vitryssland                                                             | 80,40    | Heinz Weis Tyskland                                                   | 78,48    |
| Spjutkastning      | Steve Backley Storbritannien                                               | 85,20        | Seppo Räty Finland                                                                       | 82,90    | Jan Želesný Tjeckien                                                  | 82,58    |
| Tiokamp            | Alain Blondel Frankrike                                                    | 8 453        | Henrik Dagård Sverige                                                                    | 8 362    | Lev Lobodin Ukraina                                                   | 8 201    |

### Damer
| Gren           | Guld                                                                     | Guld       | Silver                                                                                   | Silver   | Brons                                                                        | Brons    |
| 100 meter      | Irina Privalova Ryssland                                                 | 11,02      | Zjanna Tarnopolskaja-Block Ukraina                                                       | 11,10    | Melanie Paschke Tyskland                                                     | 11,28    |
| 200 meter      | Irina Privalova Ryssland                                                 | 22,32      | Zjanna Tarnopolskaja-Block Ukraina                                                       | 22,77    | Galina Maltjugina Ryssland                                                   | 22,90    |
| 400 meter      | Marie-José Pérec Frankrike                                               | 50,33      | Svetlana Gontjarenko Ryssland                                                            | 51,24    | Phylis Smith Storbritannien                                                  | 51,30    |
| 800 meter      | Ljubov Gurina Ryssland                                                   | 1.58,55    | Natalia Duchnova Vitryssland                                                             | 1.58,55  | Ludmila Rogatjova Ryssland                                                   | 1.58,69  |
| 1 500 meter    | Ludmila Rogatjova Ryssland                                               | 4.18,93    | Kelly Holmes Storbritannien                                                              | 4.19,30  | Jekaterina Podkopajeva Ryssland                                              | 4.19,37  |
| 3 000 meter    | Sonia O’Sullivan Irland                                                  | 8.31,84    | Yvonne Murray Storbritannien                                                             | 8.36,48  | Gabriela Szabo Rumänien                                                      | 8.40,08  |
| 10 000 meter   | Fernanda Ribeiro Portugal                                                | 31.08,75   | Conseicäo Ferreira Portugal                                                              | 31.32,82 | Daria Nauer Schweiz                                                          | 31.35,96 |
| Maraton        | Manuela Machado Portugal                                                 | 2:29.54    | Maria Curatolo Italien                                                                   | 2:30.33  | Adriana Barbu Rumänien                                                       | 2:30.55  |
| 100 meter häck | Svetla Dimitrova Bulgarien                                               | 12,72      | Julia Graudin Ryssland                                                                   | 12,93    | Jordanka Donkova Bulgarien                                                   | 12,93    |
| 400 meter häck | Sally Gunnell Storbritannien                                             | 53,33      | Silvia Rieger Tyskland                                                                   | 54,68    | Anna Knoroz Ryssland                                                         | 54,68    |
| 4 x 100 meter  | Tyskland: Melanie Paschke Silke Knoll Bettina Zipp Silke Lichtenhagen    | 42,90      | Ryssland: Natalia Anisimova Marina Trandenkova Galina Maltjugina Irina Privalova         | 43,09    | Bulgarien: Desislava Dimitrova Svetla Dimitrova Anelia Nuneva Ptja Pendareva | 43,32    |
| 4 x 400 meter  | Frankrike: Francine Landre Evelyn Elien Viviane Dorsile Marie-José Pérec | 3.21,02    | Ryssland: Natalia Chrusjtjeljova Jelena Andrejeva Tatjana Sacharova Svetlana Gontjarenko | 3.23,34  | Tyskland: Karin Janke Heike Meissner Uta Rohländer Anja Rücker               | 3.24,78  |
| 10 km gång     | Sari Essayah Finland                                                     | 42.37 (CR) | Annarita Sidoti Italien                                                                  | 42.43    | Jelena Nikolajeva Ryssland                                                   | 42.43    |
| Höjdhopp       | Britta Bilač Slovenien                                                   | 2,00       | Jelena Guljajeva Ryssland                                                                | 1,96     | Nele Zilinskiene Litauen                                                     | 1,93     |
| Längdhopp      | Heike Drechsler Tyskland                                                 | 7,14       | Inessa Kravets Ukraina                                                                   | 6,99     | Fiona May Italien                                                            | 6,90     |
| Tresteg        | Anna Birjukova Ryssland                                                  | 14,89 (CR) | Inna Lasovskaja Ryssland                                                                 | 14,85    | Inessa Kravets Ukraina                                                       | 14,67    |
| Kulstötning    | Vita Pavlysj Ukraina                                                     | 19,61      | Astrid Kumbernuss Tyskland                                                               | 19,49    | Svetla Mitkova Bulgarien                                                     | 19,49    |
| Diskuskastning | Ilke Wyludda Tyskland                                                    | 68,72      | Elina Zvereva Vitryssland                                                                | 64,46    | Mette Bergmann Norge                                                         | 64,34    |
| Spjutkastning  | Trine Hattestad Norge                                                    | 68,00      | Karen Forkel Tyskland                                                                    | 66,10    | Felicia Țilea-Moldovan Rumänien                                              | 64,34    |
| Sjukamp        | Sabine Braun Tyskland                                                    | 6 419      | Rita Ináncsi Ungern                                                                      | 6 404    | Urszula Włodarczyk Polen                                                     | 6 322    |

## Medaljfördelning
| Medaljfördelning |                |      |        |       |        |
| Plats            | Land           | Guld | Silver | Brons | Totalt |
| 1                | Ryssland       | 9    | 8      | 6     | 23     |
| 2                | Storbritannien | 6    | 3      | 3     | 12     |
| 3                | Tyskland       | 5    | 4      | 5     | 14     |
| 4                | Frankrike      | 4    | 3      | 2     | 9      |
| 5                | Ukraina        | 3    | 6      | 3     | 12     |
| 6                | Spanien        | 3    | 2      | 4     | 9      |
| 7                | Norge          | 3    | 2      | 1     | 6      |
| 8                | Italien        | 2    | 3      | 3     | 8      |
| 9                | Portugal       | 2    | 1      | -     | 3      |
| 10               | Bulgarien      | 2    | -      | 3     | 5      |
| 11               | Vitryssland    | 1    | 4      | -     | 5      |
| 12               | Finland        | 1    | 1      | -     | 2      |
| 13               | Irland         | 1    | -      | -     | 1      |
| 14               | Slovenien      | 1    | -      | -     | 1      |
| 15               | Sverige        | -    | 2      | -     | 2      |
| 16               | Rumänien       | -    | 1      | 3     | 4      |
| 17               | Belgien        | -    | 1      | 2     | 3      |
| 18               | Polen          | -    | 1      | 1     | 2      |
|                  | Tjeckien       | -    | 1      | 1     | 2      |
| 20               | Schweiz        | -    | -      | 2     | 2      |
| 21               | Grekland       | -    | -      | 1     | 1      |
|                  | Kroatien       | -    | -      | 1     | 1      |
|                  | Lettland       | -    | -      | 1     | 1      |
|                  | Litauen        | -    | -      | 1     | 1      |

### Fotnoter
1. ↑  Jesper von Hertzen (9 november 2009). ”Helsingfors värd för friidrotts-EM 2012”. Yle-sporten. https://svenska.yle.fi/artikel/2009/11/09/helsingfors-vard-friidrotts-em-2012. Läst 29 juli 2017.